# کایرو فلورس هیتلی
کایرو فلورس هیتلی (انگلیسی: Kayro Flores Heatley؛ زادهٔ ۱ آوریل ۱۹۹۸) بازیکن فوتبال اهل ایتالیا است.